# 海南榄仁
海南榄仁（学名：Terminalia nigrovenulosa）是使君子科诃子属的植物，分布在中国的海南等地，曾被視為中国的特有植物，但已知中南半島，包括緬甸、越南、寮國、柬埔寨、泰國、馬來半島亦有分佈。多生在林中，目前尚未由人工引种栽培。开小白花儿，木材材质致密，耐腐烂且易为加工，适于造船。

## 名称
本种的中文俗名有：鸡针、鸡占、鸡珍、鸡尖。